# Trg neovisnosti (Montevideo)
Trg neovisnosti ili na španjolskom Plaza Independencia ime je najvažnijeg i najpoznatijeg trga u Montevideu, koji odijeljuje elitnu i najstariju gradsku četvrt Ciudad Vieju od centra grada. 
S jedne strane trga nalazi se gradska citadela, a s druge strane se pruža Avenija 18. lipnja, u kojoj se nalaze brojne važne građevine kao gradski obelisk, gradska vijećnica, dva manja trga (plaze) i Republičko sveučilište u Urugvaju.
Na Trgu neovisnosti također se nalaze brojne važne građevine, posebno političke namjene kao Palača Estévez, koja je služila kao ured urugvajskog predsjednika, ali i kulturne namjene kao Kazalište Solís.
U ožujku i svibnju 2009. na trgu se održala izložba "United Buddy Bears", koja promovira život u miru i zajedništvu.

## Vanjske poveznice
- (šp.) Službene stranice Kazališta Solís
- (šp.) Palacio Estevez - Museo de la Casa de Gobierno